# Gudernes gaver
Gudernes gaver er det tiende tegneseriealbum af Peter Madsen i serien om Valhalla og blev udgivet i 1997. Historien er en genfortælling af myten om, hvordan Loke klippede håret af Thors kæreste, Sif og hans væddemål med dværgene fra den Yngre Edda.

## Handling
Loke hævder, at han kan "erobre" Sif. Som bevis vil han bringe Thor en lok af hendes hår, men for at fremskaffe sit bevis, ender han med at klippe alt håret af hende. Thor bliver rasende og tvinger Loke til at skaffe en erstatning. Loke drager afsted for at få fat i et nyt magisk guldhår til Sif. Han får Ivaldesønnerne til at fremstille ikke alene det magiske hår, men også skibet Skidbladner og spyddet Gungner.
På vej tilbage møder han en dværg, som steger en gris, og han får aftalt, at han kan spise med. Dværgen ender med at indgå et væddemål med ham, om han kan fremstille ting ligeså fantastiske som Lokes. Hvis dværgen vinder, vil han få Lokes hoved. Det viser sig, at han er den ene af de to berømte smede Brokk og Sindre.
Loke ifører sig sin flueham og generer Brokk mens han arbejder ved blæsebælgen og Sindre ved ambolten. Først skaber de grisen Gyldenbørste, uden at Loke formår at påvirke deres arbejde. Han forsøger igen, men endnu engang bliver dværgenes arbejde perfekt og de frembringer ringen Draupner. Til sidst hiver Loke Brokk i øjelåget, således at han må slippe blæsebælgen er kort øjeblik. Det resulterer i at hammeren Mjølner får et lidt kortere skaft end de har planlagt.
Tilbage i Valhal skal Brokk og Loke finde nogle dommere til at afgøre, hvilke ting der er bedst.
Frej er den første gud de møder, og Loke giver ham Skidbladner, men en bonde kan ikke bruge et skib til meget. Brokk giver ham derimod Gyldenbørste, som Frej sætter langt større pris på.
Loke går herefter til Odin, der skulle være den viseste af alle guder og samtidig Lokes blodsbror, som han håber vil dømme til Lokes fordel. Han fremviser Gungner, men Brokk viser Draupner og Odin vælger guldringen, der hver niende nat vil dryppe otte kopier af sig selv.
Til sidst forsøger Loke at få Thor til at dømme. Han fremviser det prægtige gyldne hår til Sif, men i mellemtiden er meget af hendes hår vokset ud og Thor har erkendt, at han også godt kan lide hende uden hår. Hammeren Mjølner er derimod et magtfuldt våben.
Brokk vinder således Lokes hoved, men netop som han er ved at blive halshugget, siger Loke, at nok er hovedet dværgens, men halsen er stadig Lokes, og den må han ikke røre. Således slipper han for at blive halshugget, men i stedet syr Brokk Lokes mund sammen.